# Eagle Empire
Eagle Empire is een computerspel dat werd uitgegeven door Alligata Software. Het spel kwam in 1984 uit voor de Commodore 64. Het spel is een Space Invaders clone dat gespeeld kan worden met een of twee spelers. Het spel is Engelstalig. De programmeur van het spel is Steve Evans.